# Utnyttjande av barn för sexuell posering
Utnyttjande av barn för sexuell posering är ett brott enligt 6 kap. 8 § brottsbalken. Med barn avses en person som ännu inte fyllt 15 år.
Även den som främjat brottet genom att till exempel ställa lokal till förfogande kan dömas, liksom den som haft vinning.
- Högsta domstolen har dömt en man som vid ett flertal tillfällen låtit flickor i åldern sex till nio år posera för sig till skyddstillsyn med särskild föreskrift att genomgå frivårdens behandlingsprogram ROS.[2]

Har barnet fyllt 15 år men inte 18 år döms till böter eller fängelse i högst två år om "poseringen är ägnad att skada barnets hälsa eller utveckling".
Är brottet grovt döms till fängelse i lägst sex månader och högst sex år.  Vid bedömande av om brottet är grovt skall särskilt beaktas om brottet avsett en verksamhet som bedrivits i större omfattning, medfört betydande vinning eller inneburit ett hänsynslöst utnyttjande av barnet.